# Черниче
Черни́че (болг. Черниче) — село в Благоєвградській області Болгарії. Входить до складу громади Сімітлі.

## Населення
За даними перепису населення 2011 року у селі проживали 1083 особи.
Національний склад населення села:
| Національність   | Кількість осіб | Відсоток |
| ---------------- | -------------- | -------- |
| болгари          | 995            | 94,8%    |
| цигани           | 46             | 4,4%     |
| Всього відповіли | 1050           |          |

Розподіл населення за віком у 2011 році:
Динаміка населення: